# Liubertsy
Liubertsy (russo:  Люберцы) é uma cidade da Rússia, o centro administrativo de um raion do oblast de Moscou. Tem fronteira com a cidade federal de Moscou e com Kotelniki.